# Mario Barjamaj
Mario Barjamaj (* 27. Juni 1998 in Tirana) ist ein albanischer Fußballspieler.

## Karriere
Barjamaj begann seine Karriere in der Jugendverein von FK Partizani Tirana und spielte bis 2017 dort. Im selben Jahr unterzeichnete er seinen Profivertrag mit FK Partizani Tirana. Während seiner Zeit dort absolvierte er ein Ligaspiel.
August 2018 wechselte er zu KS Bylis Ballsh. Sein Ligadebüt in der zweitklassigen Kategoria e parë gab er am 9. September 2018 als Einwechselspieler in der 57. Minute bei einer 0:1-Auswärtsniederlage gegen Egnatia Rrogozhina. Sein erstes Tor für Bylis erzielte er am 6. Oktober 2018 beim 3:0-Heimsieg gegen Elbasani.
Nach drei Jahren bei Bylis wechselte Barjamaj 2021 zu FK Tomori Berat, wo er in 32 Spielen vier Tore erzielte. 2022 schloss er sich KF Laçi an und kam in 49 Spielen in der höchsten Liga Kategoria Superiore auf drei Tore.
Seit November 2024 ist Barjamaj im zweitklassigen Verein FK Vora aktiv.